# L'Échiquier du vent
Pour plus de détails, voir Fiche technique et Distribution.
L'Échiquier du vent (شطرنج باد, Shatranj-e baad) est un film iranien de 1976, réalisé par Mohammad Reza Aslani (en).

## Histoire du film
Censuré en 1979 par la République islamique, on a longtemps cru le film perdu. Près de quarante ans plus tard, en 2014, ses négatifs sont retrouvés dans une brocante par le fils du réalisateur et sauvegardés. Le film est restauré avec l'aide de The Film Foundation de Martin Scorsese, de la cinémathèque de Bologne et de l’Image Retrouvée à Paris.

## Synopsis
Grande Dame, la propriétaire d'une belle demeure, est morte. Sa fille, Petite Dame, et le second époux de sa mère, Haji Amou, s'en disputent la propriété, et le beau-père veut accaparer l'héritage de sa belle-fille. Les neveux d'Haji Amou, qu'il méprise de même que Petite Dame qu'il rudoie, rêvent aussi de fortune. Tout cela sous le regard et avec, parfois, la participation des domestiques. Bientôt, le drame va éclater, mettant au jour la déliquescence d’une famille aux dernières heures de la dynastie Kadjar (1796-1925), dans les années 1920.

## Fiche technique
- Titre : L'Échiquier du vent
- Titre original : شطرنج باد (Shatranj-e baad)
- Réalisation : Mohammad Reza Aslani (en)
- Scénario : Mohammad Reza Aslani
- Pays d'origine : Iran
- Format : Couleurs
- Genre : Drame
- Durée : 101 minutes
- Dates de sortie :
  - Iran : 1976
  - France : 18 août 2021

## Distribution

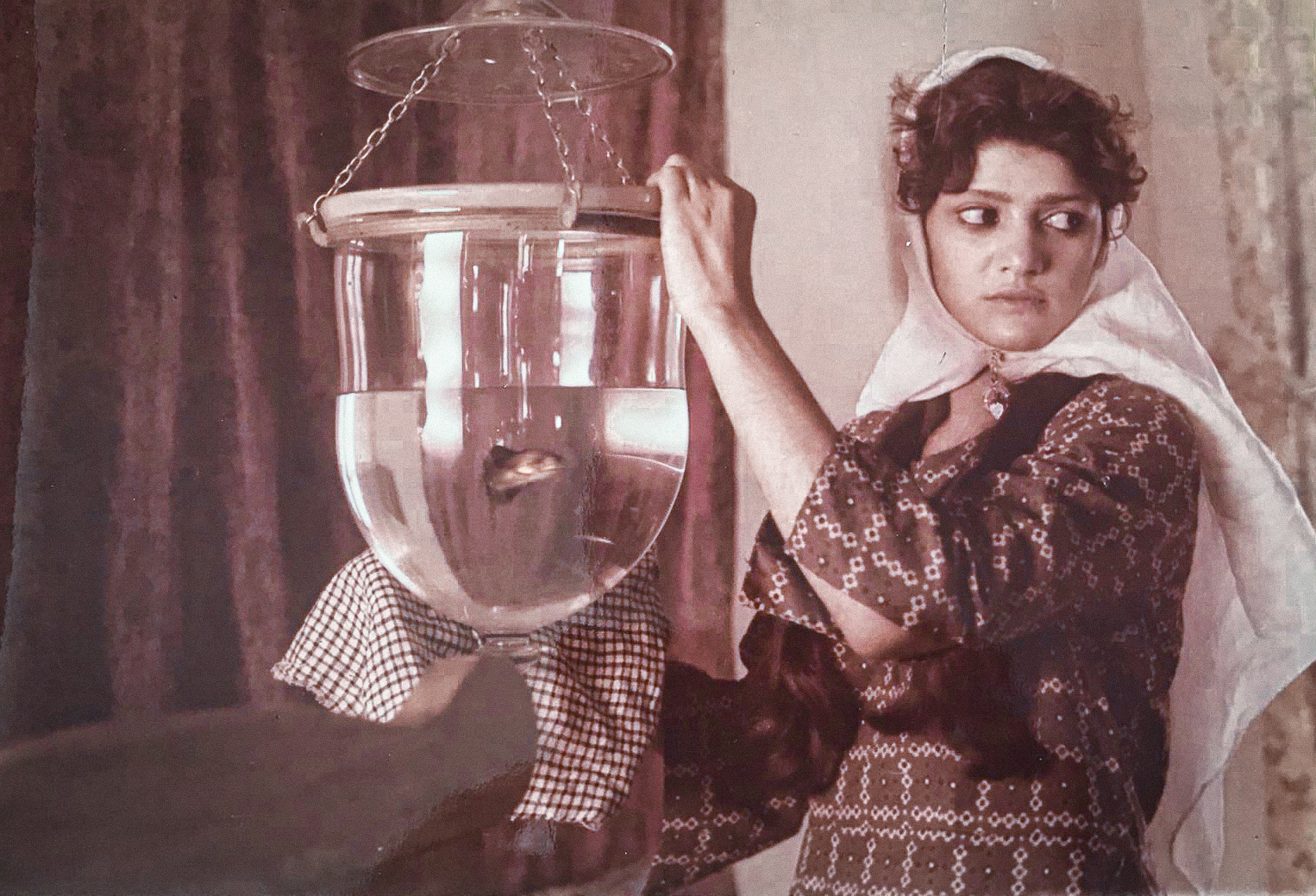
Shohreh Aghdashloo dans L'Échiquier du vent.

- Fakhri Khorvash
- Mohamad Ali Keshavarz
- Shohreh Aghdashloo[4] : la servante
- Akbar Zanjanpour
- Shahram Golchin
- Hamid Taati
- Aghajan Rafii
- Anik Shefrazian
- Majid Habibpur
- Javad Javadi
- Javad Rajavar
- Ali Ahmadi[5]

## Accueil et réception critique
Après son achèvement, le film n'est projeté qu’une fois, en 1976 au Festival international de Téhéran, où il est mal accueilli. En 1979, le nouveau régime qui a renversé le shah l’interdit.
Le film restauré est présenté lors de l'édition virtuelle du festival de Cannes 2020 pour 30e anniversaire de The Film Foundation de Martin Scorsese.

En août 2021, lors de la sortie de la version retrouvée et restaurée du film, Mathieu Macheret écrit dans Le Monde : 

« Aucun doute sur la portée métaphorique du film, qui, par sa trame de regards en coin et de chuchotements, racontait la fin d’un monde, la désagrégation de toute une société. En 1976, ce monde était encore celui de la monarchie, renversée trois ans plus tard par la révolution. »

Pour Thierry Méranger dans les Cahiers du cinéma : 

« Sulfureux et visuellement superbe […], L’Echiquier du vent est un conte cruel dont l’intrigue, tordue à souhait, ne pouvait que déplaire aux zélateurs des dictatures de tout poil. »